# Rudolf Schmid
Rudolf Schmid (Liezen, 21 de marzo de 1951-Oberwart, 20 de octubre de 2014) fue un deportista austríaco que compitió en luge en las modalidades individual y doble.
Participó en dos Juegos Olímpicos de Invierno en los años 1972 y 1976, obteniendo una medalla de bronce en Innsbruck 1976 en la prueba doble. Ganó dos medallas en el Campeonato Mundial de Luge, bronce en 1974 y bronce en 1975, y dos medallas en el Campeonato Europeo de Luge, plata en 1970 y bronce en 1974.

## Palmarés internacional
| Juegos Olímpicos   | Juegos Olímpicos      | Juegos Olímpicos  | Juegos Olímpicos |
| Año                | Lugar                 | Medalla           | Prueba           |
| ------------------ | --------------------- | ----------------- | ---------------- |
| 1976               | Innsbruck (Austria)   | Medalla de bronce | Doble            |
| Campeonato Mundial |                       |                   |                  |
| Año                | Lugar                 | Medalla           | Prueba           |
| 1974               | Königssee (RFA)       | Medalla de bronce | Doble            |
| 1975               | Hammarstrand (Suecia) | Medalla de bronce | Doble            |
| Campeonato Europeo |                       |                   |                  |
| Año                | Lugar                 | Medalla           | Prueba           |
| 1970               | Hammarstrand (Suecia) | Medalla de plata  | Doble            |
| 1974               | Imst (Austria)        | Medalla de bronce | Individual       |